# 切换键
切换键是Windows中的一种辅助功能，在用户按下Caps Lock、Num Lock、Scroll Lock键之一时会发出声音，其中相关键开启时为高音，关闭时为低音。这样视力障碍者就可以不通过指示灯辨别状态。最早出现在Windows 95中。按Num Lock键5秒钟可以激活该功能。